# Stauros Tziōrtziopoulos
Stauros Tziōrtziopoulos (in greco Σταύρος Τζιωρτζιόπουλος?; Il Pireo, 15 agosto 1978) è un ex calciatore greco, di ruolo difensore.

## Carriera

### Club
Ha giocato complessivamente 151 partite nella prima divisione greca con varie squadre.

### Nazionale
Ha giocato nella nazionale greca Under-21.